# Прва лига Србије у америчком фудбалу 2013.
Прва лига Србије 2013. је друга сезона организована под овим именом од стране Фудбалског савеза Америчког фудбала од оснивања лиге 2012. године и то је други степен такмичења у Србији.
У сезони 2012. у виши ранг су се пласирали Сирмијум лиџонарси и Императори Ниш, а из Суперлиге су испали Ејнџел вориорси Чачак и Најтси Клек.
На крају сезоне у Суперлигу Србије су се пласирали Индијанси Инђија и Форестлендерси Младеновац.

## Систем такмичења
У лиги учествују 12 клубова распоређених у 2 групе по шест клубова. Игра се по једнокружном бод систему, сваки клуб одигра по 5 мечева. Прва два клуба из обе групе пласирају се у плеј-оф, где играју победник групе север са другопласираним из групе југ и победник групе југ са другопласираним из групе север. Победници тих мечева пласирају се у виши ранг такмичења, Суперлигу Србије. У плеј-офу се игра на један добијени меч, а предност домаћег терена се одређује на основу позиције на табели у регуларном делу сезоне.

## Клубови

### Група Север
| Клуб                  | Место         |
| --------------------- | ------------- |
| Грофови Нови Кнежевац | Нови Кнежевац |
| Целтиси Сомбор        | Сомбор        |
| Лавови Вршац          | Вршац         |
| Мамутси Кикинда       | Кикинда       |
| Најтси Клек           | Клек          |
| Хантерси Врбас        | Врбас         |

### Група Југ
| Клуб                      | Место      |
| ------------------------- | ---------- |
| Ејнџел вориорси Чачак     | Чачак      |
| Голден берси Бор          | Бор        |
| Индијанси Инђија          | Инђија     |
| Пастуви Пожаревац         | Пожаревац  |
| Пајратси Земун            | Земун      |
| Форестлендерси Младеновац | Младеновац |

## Група Север

### Резултати[1][2]
1.коло
| Датум          | Клуб            | Клуб                  | Резултат |
| -------------- | --------------- | --------------------- | -------- |
| 13. април 2013 | Најтси Клек     | Лавови Вршац          | 34:28    |
| 14. април 2013 | Хантерси Врбас  | Грофови Нови Кнежевац | 42:0     |
| 14. април 2013 | Мамутси Кикинда | Целтиси Сомбор        | 17:8     |

2.коло
| Датум          | Клуб                  | Клуб            | Резултат |
| -------------- | --------------------- | --------------- | -------- |
| 21. април 2013 | Најтси Клек           | Хантерси Врбас  | 14:42    |
| 28. април 2013 | Лавови Вршац          | Целтиси Сомбор  | 44:28    |
| 28. април 2013 | Грофови Нови Кнежевац | Мамутси Кикинда | 0:13     |

3.коло
| Датум        | Клуб            | Клуб                  | Резултат |
| ------------ | --------------- | --------------------- | -------- |
| 11. мај 2013 | Хантерси Врбас  | Лавови Вршац          | 28:6     |
| 11. мај 2013 | Целтиси Сомбор  | Грофови Нови Кнежевац | 22:14    |
| 12. мај 2013 | Мамутси Кикинда | Најтси Клек           | 37:16    |

4.коло
| Датум        | Клуб           | Клуб                  | Резултат |
| ------------ | -------------- | --------------------- | -------- |
| 26. мај 2013 | Најтси Клек    | Целтиси Сомбор        | 28:0     |
| 26. мај 2013 | Хантерси Врбас | Мамутси Кикинда       | 20:10    |
| 27. мај 2013 | Лавови Вршац   | Грофови Нови Кнежевац | 16:3     |

5.коло
| Датум       | Клуб                  | Клуб           | Резултат |
| ----------- | --------------------- | -------------- | -------- |
| 8. мај 2013 | Мамутси Кикинда       | Лавови Вршац   | 21:12    |
| 9. мај 2013 | Целтиси Сомбор        | Хантерси Врбас | 0:42     |
| 9. мај 2013 | Грофови Нови Кнежевац | Најтси Клек    | 22:40    |

#### Табела
|  | Пласирали се у плеј-оф |

| #  | Клуб                  | ИГ | Д | ИЗ | ГД  | ГП  | ГР   | %     |
| -- | --------------------- | -- | - | -- | --- | --- | ---- | ----- |
| 1. | Хантерси Врбас        | 5  | 5 | 0  | 174 | 30  | +265 | 1.000 |
| 2. | Мамутси Кикинда       | 5  | 4 | 1  | 98  | 46  | +52  | 0.800 |
| 3. | Најтси Клек           | 5  | 3 | 2  | 122 | 129 | -7   | 0.600 |
| 4. | Лавови Вршац          | 5  | 2 | 3  | 106 | 114 | -8   | 0.400 |
| 5. | Целтиси Сомбор        | 5  | 1 | 4  | 58  | 145 | -87  | 0.200 |
| 6. | Грофови Нови Кнежевац | 5  | 0 | 5  | 39  | 133 | -94  | 0.000 |

## Група Југ

### Резултати[3][4]
1.коло
| Датум          | Клуб                      | Клуб              | Резултат |
| -------------- | ------------------------- | ----------------- | -------- |
| 13. април 2013 | Форестлендерси Младеновац | Пајратси Земун    | 35:0     |
| 14. април 2013 | Ејнџел вориорси Чачак     | Голден берси Бор  | 93:0     |
| 14. април 2013 | Индијанси Инђија          | Пастуви Пожаревац | 39:0     |

2.коло
| Датум          | Клуб                  | Клуб                      | Резултат |
| -------------- | --------------------- | ------------------------- | -------- |
| 28. април 2013 | Голден берси Бор      | Пајратси Земун            | 6:66     |
| 28. април 2013 | Пастуви Пожаревац     | Форестлендерси Младеновац | 7:35     |
| 28. април 2013 | Ејнџел вориорси Чачак | Индијанси Инђија          | 16:48    |

3.коло
| Датум        | Клуб                      | Клуб                  | Резултат |
| ------------ | ------------------------- | --------------------- | -------- |
| 12. мај 2013 | Индијанси Инђија          | Голден берси Бор      | 82:0     |
| 12. мај 2013 | Форестлендерси Младеновац | Ејнџел вориорси Чачак | 37:36    |
| 12. мај 2013 | Пајратси Земун            | Пастуви Пожаревац     | 0:35     |

4.коло
| Датум        | Клуб                  | Клуб                      | Резултат |
| ------------ | --------------------- | ------------------------- | -------- |
| 26. мај 2013 | Голден берси Бор      | Пастуви Пожаревац         | 16:39    |
| 26. мај 2013 | Ејнџел вориорси Чачак | Пајратси Земун            | 68:2     |
| 26. мај 2013 | Индијанси Инђија      | Форестлендерси Младеновац | 27:12    |

5.коло
| Датум       | Клуб                      | Клуб                  | Резултат |
| ----------- | ------------------------- | --------------------- | -------- |
| 9. мај 2013 | Форестлендерси Младеновац | Голден берси Бор      | 68:6     |
| 9. мај 2013 | Пајратси Земун            | Индијанси Инђија      | 0:74     |
| 9. мај 2013 | Пастуви Пожаревац         | Ејнџел вориорси Чачак | 0:48     |

#### Табела
|  | Пласирали се у плеј-оф |

| #  | Клуб                      | ИГ | Д | ИЗ | ГД  | ГП  | ГР   | %     |
| -- | ------------------------- | -- | - | -- | --- | --- | ---- | ----- |
| 1. | Индијанси Инђија          | 5  | 5 | 0  | 270 | 28  | +242 | 1.000 |
| 2. | Форестлендерси Младеновац | 5  | 4 | 1  | 187 | 76  | +111 | 0.800 |
| 3. | Ејнџел вориорси Чачак     | 5  | 3 | 2  | 261 | 87  | +174 | 0.600 |
| 4. | Пастуви Пожаревац         | 5  | 2 | 3  | 81  | 138 | -57  | 0.400 |
| 5. | Пајратси Земун            | 5  | 1 | 4  | 68  | 218 | -150 | 0.200 |
| 6. | Голден берси Бор          | 5  | 0 | 5  | 28  | 348 | -320 | 0.000 |

## Плеј-оф
| Датум           | Клуб             | Клуб                      | Резултат |
| --------------- | ---------------- | ------------------------- | -------- |
| 22-23. јун 2013 | Хантерси Врбас   | Форестлендерси Младеновац | 7:21     |
| 22-23. јун 2013 | Индијанси Инђија | Мамутси Кикинда           | 43:3     |